# کاترینا ولارد
کاترینا ولارد (انگلیسی: Katrina Velarde؛ زادهٔ ۵ دسامبر ۱۹۹۴) خواننده اهل فیلیپین است.